# امیکرون¹ قنطورس
امیکرون¹ قنطورس یک ستاره است که در صورت فلکی قنطورس قرار دارد.